# أنتوني فلاناغان
أنتوني فلاناغان (بالإنجليزية: Anthony Flanagan؛ مواليد 11 أبريل 1972) هو ممثل إنجليزي معروف على نطاق واسع بتجسيده للشرطي توني في المسلسل الكوميدي الدرامي على القناة الرابعة البريطانية وقح.

## وصلات خارجية
- أنتوني فلاناغان على موقع IMDb (الإنجليزية)
- أنتوني فلاناغان على موقع قاعدة بيانات الفيلم (الإنجليزية)